# Memecylon obtusifolium
Memecylon obtusifolium är en tvåhjärtbladig växtart som beskrevs av Elmer Drew Merrill. Memecylon obtusifolium ingår i släktet Memecylon och familjen Melastomataceae. Inga underarter finns listade i Catalogue of Life.